# Głubokoje (obwód tiumeński)
Głubokoje (ros. Глубокое) – wieś (dieriewnia) w Rosji, w obwodzie tiumeńskim, w rejonie bierdiużskim. W 2010 liczyła 52 mieszkańców.